# Старокангышево
Старокангышево (баш. Иҫке Кәңгеш) — село в Дюртюлинском районе Республики Башкортостан Российской Федерации. Входит в состав Маядыковского сельсовета.

## География

### Географическое положение
Находится на берегу реки Белой.
Расстояние до:
- районного центра (Дюртюли): 13 км,
- центра сельсовета (Маядык): 4 км,
- ближайшей ж/д станции (Янаул): 122 км.

## Население
| 2002 | 2009 | 2010 |
| ---- | ---- | ---- |
| 393  | ↘379 | ↘125 |

Согласно переписи 2002 года, преобладающая национальность — башкиры (92 %).